# Religió escita

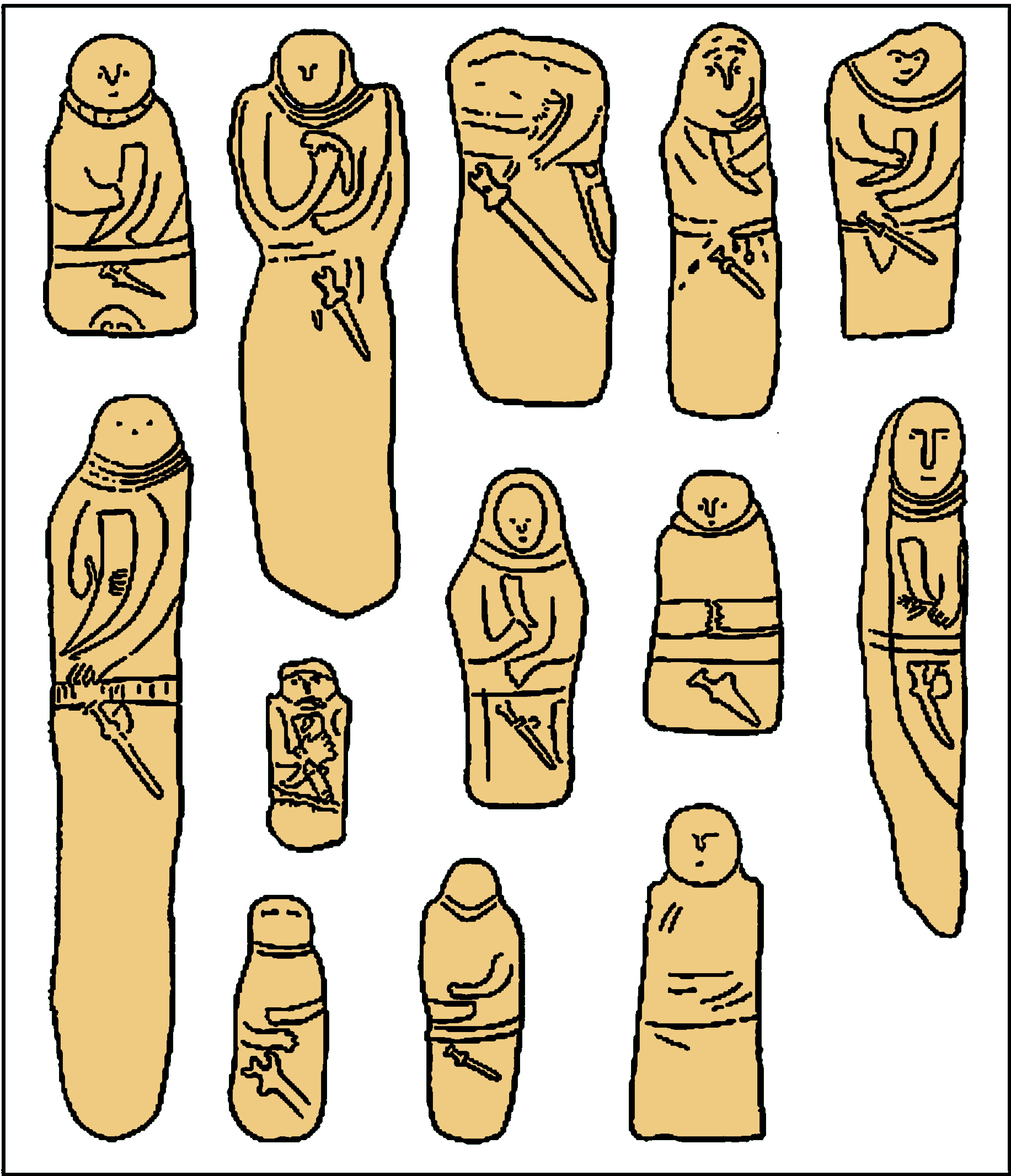
Col·lecció de dibuixos d'esteles escites dels segles VI i V aC. Molts d'ells representen guerrers, aparentment representant el difunt enterrat al kurgan, sostenint una banya per beure a la mà dreta.

La religió escita fa referència a la mitologia, pràctiques rituals i creences de les cultures escites, una col·lecció d'antics pobles irànics estretament relacionats que habitaven l'Àsia central i l'Estepa Pòntica a Europa de l'Est durant l'Antiguitat clàssica. Parlaven la llengua escita (membre de la família de llengües iràniques orientals), i que incloïa els escites pròpiament dits, els cimmeris, els sàrmates, els alans, els sindis, els massàgetes i els saces.
Se suposa que la religió escita estava relacionada amb la religió protoindoirànica anterior, així com amb les tradicions orientals iràniques i ossetes contemporànies, i que va influir en les mitologies eslaves, hongareses i turques posteriors.

## Desenvolupament
La religió escita era d'origen irànic, i estava influenciada per la de les poblacions que els escites havien conquerit, com les poblacions tràcies sedentàries de l'Estepa Pòntica occidental. A causa d'això, moltes de les divinitats masculines escites tenien equivalents al panteó dels pobles tracis, inclosos els que vivien a Anatòlia, i alguns dels noms d'aquestes divinitats eren d'origen traci; les divinitats femenines escites, i especialment els seus vincles amb cultes especials i els seus ritus i símbols, també estaven connectats amb la cultura tràcia i anatòlica.
Durant l'estada dels escites a Àsia Occidental, la seva religió també va estar influenciada per les antigues religions mesopotàmiques i cananees.

## Cosmologia
La cosmologia escita corresponia a l'estructura tripartita típicament indoirànica de l'univers de la cosmologia escita, que també està present a les tradicions vèdica i avesta, i segons la qual l'univers estava compost per:
- un regne celeste;
- l'espai aeri;
- i l'àmbit terrenal.

## Panteó
Segons Heròdot d'Halicarnàs, els escites adoraven un panteó de set déus i deesses (heptad), que equipara amb les divinitats gregues de l'Antiguitat clàssica seguint la interpretatio graeca. Va esmentar vuit deïtats dividides en tres rangs, amb aquesta estructura del panteó escita típicament indoirànica:
1. En primer lloc hi havia el cap suprem del panteó:
  - Tabiti (Ταβιτί), la flamejant, que era la deessa de la calor, el foc i la llar, i s'assimila a Hèstia, la divinitat grega.
2. En el segon rang hi havia els oposats binaris i el pare i la mare de l'univers:
  - Api (Άπί), la Mare Terra i Aigua. Assimilada a Gea.
  - Papeu (Παπαῖος), el Pare del Cel, el Zeus dels grecs.
3. El tercer i últim rang estava format per quatre deïtats amb característiques específiques:
  - Targitau (en grec Ταργιταος, en escita Targī̆tavah), assimilat a Hèracles, l'avantpassat dels reis escites
  - Ares (Ἄρεα), el déu de la guerra, assimilat a Ares
  - Etòsir (Γοιτοσυρος, Οιτοσυρος, Gaiϑāsūra)), que podria haver estat associat amb el Sol, amb Apol·lo.
  - Argimpasa (Αργιμπασα), una deessa més complexa que era patrona de la fertilitat i tenia poder sobre la sobirania i la força sacerdotal, assimilada a Afrodita.

- Una vuitena deïtat escita esmentada per Heròdot era Tagimasadas (Θαγιμασάδας), que equivaldria a Posidó, i que només era adorada per la tribu dels escites reials.

Aquesta llista de les divinitats escites d'Heròdot podria haver estat una traducció d'un himne escita als déus que es cantava durant sacrificis i rituals.
Amb l'omissió de Tagimasadas, que només era adorat pels escites reials, el panteó escita estava compost per set déus, amb la tribu sàrmata dels alans que també s'acreditava que adorava set deïtats, i es registraven rastres d'una tradició similar entre els ossetes. Aquest heptateisme era una característica típica de les religions indoiràniques: set Aməša Spəṇta encapçalats per Ahura Mazdā són adorats a la religió zoroastriana dels pobles irànics més meridionals, que havia transformat significativament els conceptes de la religió indoirànica alhora que heretava diverses característiques d'aquesta; les deïtats principals del panteó vèdic índic, els Āditya, també eren set en nombre.
Aquest panteó era un reflex de la cosmologia escita, encapçalada pel foc primigeni que era l'essència bàsica i la font de tota la creació, després del qual van venir la Mare-Terra i el Pare-Cel que van crear els déus, aquests últims eren els quatre custodis dels quatre costats del món que regulen l'univers. El món habitat pels humans existia entre aquest regne celeste i el regne ctònic sota la terra.

## Mitologia

### El mite genealògic
El mite genealògic escita era un mite de la religió escita que detallava l'origen dels escites. Aquest mite ocupava una posició important en la visió del món de la societat escita, i era popular tant entre els escites de la regió del Pòntic del nord com entre els grecs que havien colonitzat les costes nord del Pont Euxí.
Els autors grecoromans expliquen cinc variants del mite genealògic escita, que remunten l'origen dels escites al déu Targī̆tavah i a la Deessa de cames de serp associada a Artimpasa, i representava la triple divisió de l'univers en el Cel, la Terra i l'Inframón, així com la divisió de la societat escita en les classes guerrers, sacerdots i agricultors.

### El cicle polar
L'anomenat «Cicle Polar» és un mite registrat per autors grecs antics que està relacionat amb l'origen dels escites de l'Àsia central, i és d'origen asiàtic central i siberià.
Segons aquest mite, els issedons vivien a l'est dels escites quan encara vivien a l'Àsia central. Més enllà de les Issedons hi vivia l'Arimaspes amb un sol ull, i després un desert inhabitable on vivien ferotges grius que guardaven l'or, després dels quals hi havia les muntanyes de Rifa que eren inaccessibles a causa de la neu perpètua, i més enllà d'aquestes muntanyes vivien els hiperboris a la vora del mar de gel.
A la terra dels hiperboris, el sol sortia a l'equinocci de primavera, i es posava a l'equinocci de tardor, provocant així sis mesos de dia i sis mesos de nit. Es creia que els hiperboris vivien en condicions paradisíaques on les seves fèrtils terres s'escalfaven pel sol i donaven collites fructíferes sense activitat humana, mentre que els vents desfavorables estaven completament absents i la gent vivia una vida molt llarga.
Les muntanyes Ripees eren una part central d'aquest mite, i separaven el món conegut d'una terra fantàstica fora de l'abast del vent del nord, que habitava a les mateixes muntanyes. Per tant, les terres hiperbòries estaven beneïdes amb un clima pròsper on el sol i la calidesa eren eterns, i el terreny sempre era fèrtil. Els habitants d'aquestes terres vivien com déus, sense conèixer sofriment ni penúries, ni malalties, i la terra els donava tot el que necessitaven, de manera que tenien una longevitat insòlita, i les seves vides eren com una festa eterna acompanyada de cançons i música.
Alguns dels trets d'aquest mite troben paral·lelismes en les tradicions índiques, que esmenten els dies i les nits de sis mesos de durada, així com el mont Meru situat a l'extrem nord del món en un lloc dominat pel fred i el gel extrems, al voltant del qual els cossos celestes giraven, on habitaven els éssers divins, i on es trobaven les fonts dels rius aurífers, i la muntanya era inaccessible als mortals a causa de lo'orografia.
Temes similars també estaven presents en la mitologia avèstica.

## Culte

### Rol social
El culte de moltes de les divinitats escites era característic de les poblacions tràcies sedentàries d'Escítia, encara que el culte a l'espasa del déu de la guerra era un costum nòmada pròpiament irànic.

### Xamans i profetes
Segons Heròdot, els enareus (en grec antic: ἐναρής) eren profetes o xamans escites als que va descriure com a hermafrodites o andrògins. Pretenien haver rebut les seves dots profètiques de la deessa Afrodita. Heròdot explica que els escites que van saquejar el temple d'Afrodita a Ascaló, i tots els seus descendents, van ser castigats per la deessa amb la malaltia "femenina". Per això els escites deien que estaven afligits com a conseqüència d'aquell saqueig. Ensenyaven a tothom que visitava Escítia la condició dels enareus. Utilitzaven varetes de salze per als rituals. Portaven grans feixos de varetes que separaven una a una, invocant les divinitats. Després les reunien i donaven la profecia.
Una altra forma de consulta consistia en extreure una membrana que existeix a la part interior de l'escorça del til·ler. La dividien en tres parts i l'enrotllaven entre els seus dits. Quan les deixaven anar donaven els vaticinis.

### Santuaris
La religió escita era en gran part anicònica, i els escites no feien estàtues de les seves divinitats per al culte, amb l'única excepció notable que era el déu de la guerra, l'escita «Ares», que era adorat en forma d'espasa. No obstant això, els escites van fer imatges a menor escala d'algunes de les seves divinitats per utilitzar-les com a decoracions, tot i que sembla que Tāpayantī, Pāpaya i Api mai no s'han representat en cap forma antropomòrfica.
No obstant això, Heròdot va afirmar que la tribu escita dels gelons va construir santuaris als seus déus (els quals afirmava que eren déus grecs), encara que això encara no s'ha verificat arqueològicament.

### Art
Els motius d'art d'estil animal de les cultures escites representaven la triple divisió de l'univers en els cels, on es representaven els ocells rapinyaires; l'espai aeri, dins del qual estaven representats els animals de cacera; i finalment el regne terrenal, on hi havia imatges de serps, peixos i animals depredadors. Aquesta divisió de l'univers també queda testimoniada en un passatge de l'Avesta, on Vərᵊθraγna mostra a Zaraϑuštra la visió d'un voltor al cel, un semental a la terra i el peix Kara a l'aigua.
Els motius de l'art d'estil animal de les cultures escites també reflectien la noció cosmològica de la lluita sempre present de la vida que es considerava l'essència de l'ésser. Aquests motius consistien en cérvols (de vegades substituïts per uapitis, ants i ovelles), representats com a bèsties nobles en repòs, que tenen les cames sota el cos, i que representaven l'Arbre de la Vida que sostenia el món que sempre estava en tensió. Els altres components d'aquests motius eren felins i ocells rapinyaires semblants a les panteres de les neus, que es representaven competint entre elles pels herbívors, creant així un estil de tensió entrellaçat. Aquestes composicions amb depredadors i preses estaven presents a totes les cultures escites, des de l'Estepa Pòntica fins al Massís de l'Altai.

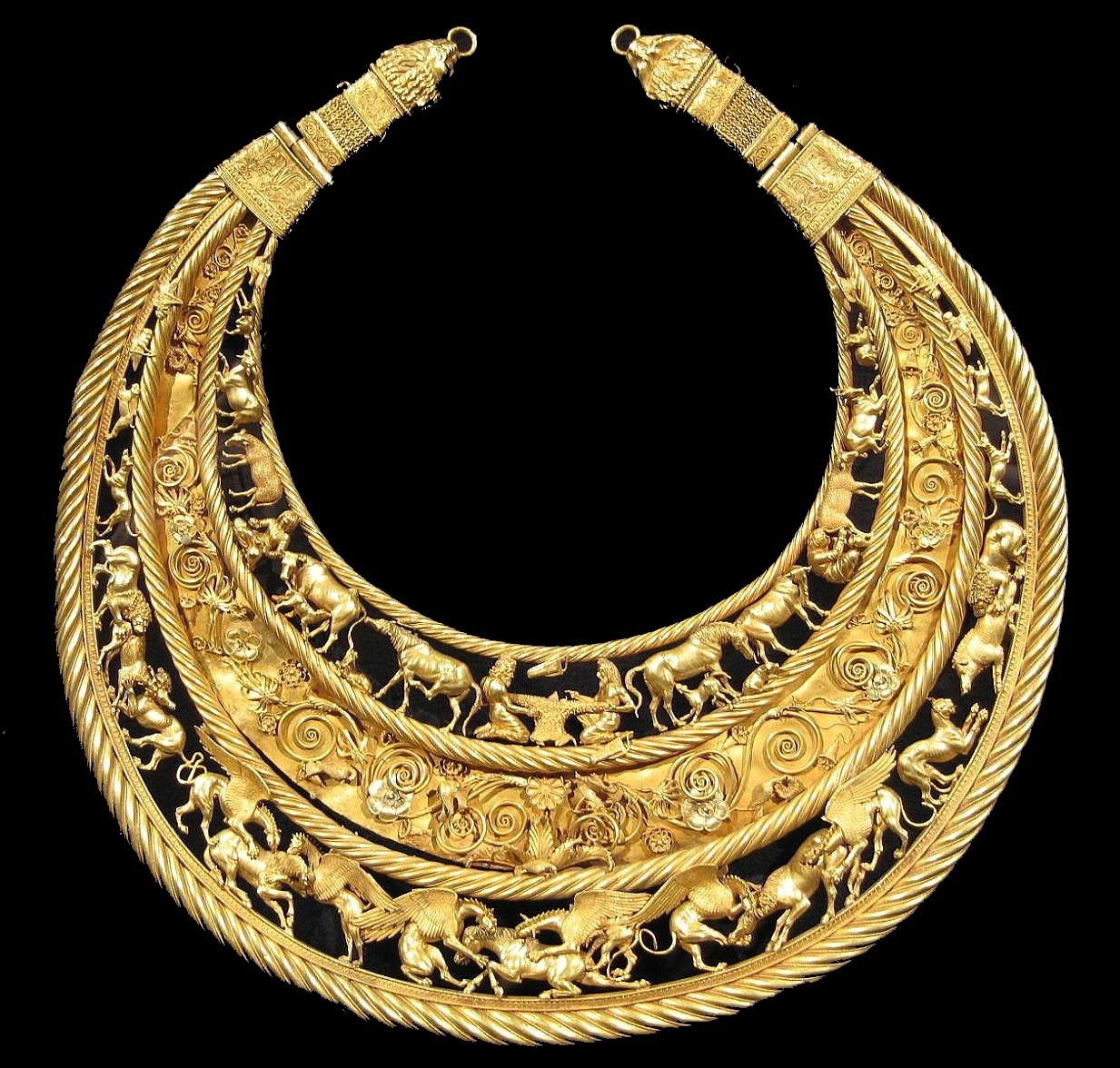
El pectoral daurat de Tovstà Mohila.
Al fris superior: escites que atenen els seus animals domèstics
Al fris inferior: grifons, lleons i guepards que ataquen cavalls, cérvols i porcs

A les regions occidentals, els escites durant la seva estada a l'Àsia occidental van adoptar motius com lamassus que combinaven els poders dels humans, els toros i les àguiles, i que flanquejaven l'Arbre de la Vida.
Més tard, sota la influència grega, l'art dels escites pòntics va experimentar una evolució, i els majestuosos cérvols van ser substituïts per cérvols dòcils o cavalls o ariets, els dissenys dels felins van canviar de lleopard de les neus a imatges de lleons, i els ocells rapinyaires es van convertir en grius alats, tot i que el tema central de la lluita entre depredador i presa continuava sent el mateix. Aquest art animal escita d'influència grega és visible al fris inferior del Pectoral daurat de Tovstà Mohila, on dos grius ataquen un cavall al seu centre, mentre que la resta del fris representa lleons i guepards atacant cérvols i porcs. En canvi, el fris superior representa els humans interactuant amb els seus animals domèstics per contraposar l'harmonia del món humà amb el conflicte del regne sobrenatural, així com per equiparar els humans amb els depredadors pel que fa a la seva relació amb el poder productiu de la terra.
A les regions orientals, el motiu depredador-presa es podia trobar representat a les cobertes de la cadira Saka dels kurgans de Pazyryk i els flascons de cuir, i també tatuat als cossos dels difunts enterrats als kurgans.
Aquests motius representaven les perspectives dels caçadors, i aquesta imatgeria s'utilitzava per decorar només objectes mòbils com armes, roba, accessoris i arnesos i equipaments per a cavalls, amb els animals estilitzats que representaven forces sobrenaturals de les quals s'apropien els qui els portaven.
A més, a partir del segle iv aC, les representacions de divinitats escites, que de vegades es presenten sota l'aparença de divinitats gregues, es van convertir en un lloc habitual en l'art escita. Aquestes imatges no només eren decoratives, sinó que també actuaven com a talismans protectors.